# Stourne des Fead
Aplonis feadensis
Espèce
Statut de conservation UICN

 NT  : Quasi menacé
La Stourne des Fead (Aplonis feadensis) est une espèce d'oiseaux de la famille des Sturnidae.

## Sous-espèces
- A. f. heureka Meise, 1929 – Ninigo, îles Hermit & Wuvulu, Emirau etc.
- A. f. feadensis (E. P. Ramsay, 1882) – Nissan, Nuguria, Mortlocks, îles Carteret et Ontong Java.